# Мусасі-Мураяма

35°45′17″ пн. ш. 139°23′15″ сх. д. / 35.75472° пн. ш. 139.38750° сх. д.
Муса́сі-Мурая́ма (яп. 武蔵村山市, むさしむらやまし, МФА: [musaɕi muɾajama ɕi̥]) — місто в Японії, в префектурі Токіо.

## Короткі відомості
Розташоване в північній частині префектури. Виникло на основі середньовічного поселення самураїв роду Мураяма, одного з семи самурайських родів провінції Мусасі. Засноване 1970 року. Складова Токійсько-Йокогомаського промислового району. Основою економіки є харчова промисловість, автомобілебудування, комерція. Традиційні ремесла — виробництво мураямського чаю та осімської епонжі. Станом на 1 жовтня 2008 площа міста становила 15,37 км². Станом на 1 липня 2011 населення міста становило 70 232 осіб.

## Міста-побратими
- Сакае, Японія